# Gegnerfreiheit
Gegnerfreiheit ist eine nach höchstrichterlicher Rechtsprechung  notwendige Eigenschaft einer Gewerkschaft. Gegnerfrei ist eine Organisation dann, wenn keine finanzielle oder personelle (z. B. durch Mitgliedschaft von Arbeitgebern) Abhängigkeit von sozialen Gegenspielern (Unternehmen, Arbeitgebern) besteht.

## Belege
1. ↑  Voraussetzungen nach der ständigen Rechtsprechung des  Bundesarbeitsgerichts, zuletzt Beschluss vom 28. März 2006, 1 ABR 58/04, Randnummer 34 = Gliederungspunkt III. 1. der Entscheidungsgründe